# Desmodora californica
Desmodora californica är en rundmaskart som beskrevs av Allgen 1947. Desmodora californica ingår i släktet Desmodora och familjen Desmodoridae. Inga underarter finns listade i Catalogue of Life.